# Patrick Mboma
Henri Patrick Mboma Dem (Douala, 15 november 1970) is een voormalig profvoetballer uit Kameroen.

## Carrière
Mboma emgireerde in 1972 naar Frankrijk. Hij begon zijn loopbaan als prof in 1990 bij Paris Saint-Germain. Daar brak Mboma echter niet door en hij vertrok in 1992 op huurbasis naar LB Châteauroux, een club uit de Franse derde divisie. Hier scoorde Mboma in het seizoen 1993/1994 in 29 duels 17 keer, waarna PSG hem terughaalde.
Ook zijn tweede periode in Parijs liep echter op niets uit en na een seizoen bij FC Metz, maakte Mboma de overstap naar het Japanse Gamba Osaka. Daar werd hij topscorer met 25 goals in 28 wedstrijden. Bovendien zette Mboma het record van snelste doelpunt in de J-League op zijn naam door al na 26 seconden te scoren en maakte de aanvaller de eerste hattrick in de J-League.
In 1998 trok Mboma naar Italië, waar hij voor Cagliari Calcio en AC Parma speelde. In 2002 werd Mboma door AC Parma verhuurd aan Sunderland FC. Daarna speelde hij voor Al-Ittihad Tripoli (2002/2003), Tokyo Verdy 1969 (2003-2004) en Vissel Kobe (2004-2005). In mei 2005 beëindigde Mboma zijn loopbaan als profvoetballer.
Mboma heeft de UEFA-managmentopleiding Executive Master for International Players (MIP) gedaan.

## Interlandcarrière
Sinds 1995 was Mboma international voor Kameroen. Nog steeds is hij de all-time topscorer van zijn land met 33 doelpunten in 57 interlands. In 2000 won de aanvaller met Kameroen zowel de Africa Cup als de Olympische Spelen van Sydney. Mede door deze prestaties werd Mboma in 2000 uitgeroepen tot Afrikaans Voetballer van het Jaar. In 2002 won Mboma met Kameroen opnieuw de Africa Cup. Verder was Mboma aanwezig op de WK's van 1998 en 2002.
| Interlands van Patrick Mboma voor Kameroen | Interlands van Patrick Mboma voor Kameroen | Interlands van Patrick Mboma voor Kameroen | Interlands van Patrick Mboma voor Kameroen | Interlands van Patrick Mboma voor Kameroen | Interlands van Patrick Mboma voor Kameroen |
| №                                          | Datum                                      | Wedstrijd                                  | Uitslag                                    | Competitie                                 | Goals                                      |
| ------------------------------------------ | ------------------------------------------ | ------------------------------------------ | ------------------------------------------ | ------------------------------------------ | ------------------------------------------ |
| 1                                          | 24.12.1995                                 | Kameroen – Liberia                         | 1 – 0                                      | Oefeninterland                             |                                            |
| 2                                          | 10.11.1996                                 | Togo – Kameroen                            | 2 – 4                                      | WK-kwalificatie                            | Goal                                       |
| 3                                          | 12.01.1997                                 | Kameroen – Angola                          | 0 – 0                                      | WK-kwalificatie                            |                                            |
| 4                                          | 26.01.1997                                 | Kameroen – Namibië                         | 4 – 0                                      | Africa Cup-kwalificatie                    | Goal · Goal                                |
| 5                                          | 23.02.1997                                 | Kenia – Kameroen                           | 0 – 0                                      | Africa Cup-kwalificatie                    |                                            |
| 6                                          | 06.04.1997                                 | Kameroen – Zimbabwe                        | 1 – 0                                      | WK-kwalificatie                            |                                            |
| 7                                          | 27.04.1997                                 | Kameroen – Togo                            | 2 – 0                                      | WK-kwalificatie                            | Goal                                       |
| 8                                          | 08.06.1997                                 | Angola – Kameroen                          | 1 – 1                                      | WK-kwalificatie                            | Goal                                       |
| 9                                          | 22.06.1997                                 | Kameroen – Gabon                           | 2 – 2                                      | Africa Cup-kwalificatie                    |                                            |
| 10                                         | 27.07.1997                                 | Kameroen – Kenia                           | 1 – 1                                      | Africa Cup-kwalificatie                    |                                            |
| 11                                         | 17.08.1997                                 | Zimbabwe – Kameroen                        | 1 – 2                                      | WK-kwalificatie                            | Goal · Goal                                |
| 12                                         | 15.11.1997                                 | Engeland – Kameroen                        | 2 – 0                                      | Oefeninterland                             |                                            |
| 13                                         | 11.02.1998                                 | Kameroen – Guinee                          | 2 – 2                                      | Africa Cup                                 |                                            |
| 14                                         | 15.02.1998                                 | Kameroen – Algerije                        | 2 – 1                                      | Africa Cup                                 |                                            |
| 15                                         | 20.02.1998                                 | Kameroen – Congo-Kinshasa                  | 1 – 0                                      | Africa Cup                                 |                                            |
| 16                                         | 27.05.1998                                 | Nederland – Kameroen                       | 0 – 0                                      | Oefeninterland                             |                                            |
| 17                                         | 05.06.1998                                 | Denemarken – Kameroen                      | 1 – 2                                      | Oefeninterland                             |                                            |
| 18                                         | 11.06.1998                                 | Oostenrijk – Kameroen                      | 1 – 1                                      | WK-eindronde                               |                                            |
| 19                                         | 17.06.1998                                 | Italië – Kameroen                          | 3 – 0                                      | WK-eindronde                               |                                            |
| 20                                         | 23.06.1998                                 | Chili – Kameroen                           | 1 – 1                                      | WK-eindronde                               | Goal                                       |
| 21                                         | 23.01.1999                                 | Eritrea – Kameroen                         | 0 – 0                                      | Africa Cup                                 |                                            |
| 22                                         | 28.02.1999                                 | Kameroen – Mozambique                      | 1 – 0                                      | Africa Cup                                 | Goal                                       |
| 23                                         | 11.04.1999                                 | Mozambique – Kameroen                      | 1 – 6                                      | Africa Cup                                 | Goal · Goal                                |
| 24                                         | 05.06.1999                                 | Kameroen – Eritrea                         | 1 – 0                                      | Africa Cup                                 |                                            |
| 25                                         | 22.01.2000                                 | Ghana – Kameroen                           | 1 – 1                                      | Africa Cup                                 |                                            |
| 26                                         | 28.01.2000                                 | Kameroen – Ivoorkust                       | 3 – 0                                      | Africa Cup                                 | Goal                                       |
| 27                                         | 31.01.2000                                 | Kameroen – Togo                            | 0 – 1                                      | Africa Cup                                 |                                            |
| 28                                         | 06.02.2000                                 | Kameroen – Algerije                        | 2 – 1                                      | Africa Cup                                 |                                            |
| 29                                         | 10.02.2000                                 | Kameroen – Tunesië                         | 3 – 0                                      | Africa Cup                                 | Goal · Goal                                |
| 30                                         | 13.02.2000                                 | Nigeria – Kameroen                         | 2 – 2                                      | Africa Cup                                 | Goal                                       |
| 31                                         | 19.04.2000                                 | Kameroen – Somalië                         | 3 – 0                                      | WK-kwalificatie                            | Goal                                       |
| 32                                         | 18.06.2000                                 | Libië – Kameroen                           | 0 – 3                                      | WK-kwalificatie                            | Goal · Goal · Goal                         |
| 33                                         | 04.10.2000                                 | Frankrijk – Kameroen                       | 1 – 1                                      | Oefeninterland                             | Goal                                       |
| 34                                         | 25.01.2001                                 | Benin – Kameroen                           | 1 – 3                                      | Oefeninterland                             | Goal                                       |
| 35                                         | 28.01.2001                                 | Togo – Kameroen                            | 0 – 2                                      | WK-kwalificatie                            | Goal                                       |
| 36                                         | 25.02.2001                                 | Kameroen – Zambia                          | 1 – 0                                      | WK-kwalificatie                            | Goal                                       |
| 37                                         | 22.04.2001                                 | Kameroen – Libië                           | 1 – 0                                      | WK-kwalificatie                            |                                            |
| 38                                         | 31.05.2001                                 | Brazilië – Kameroen                        | 2 – 0                                      | FIFA Confederations Cup                    |                                            |
| 39                                         | 02.06.2001                                 | Japan – Kameroen                           | 2 – 0                                      | FIFA Confederations Cup                    |                                            |
| 40                                         | 04.06.2001                                 | Kameroen – Canada                          | 2 – 0                                      | FIFA Confederations Cup                    | Goal                                       |
| 41                                         | 01.07.2001                                 | Kameroen – Togo                            | 2 – 0                                      | WK-kwalificatie                            |                                            |
| 42                                         | 14.11.2001                                 | Polen – Kameroen                           | 0 – 0                                      | Oefeninterland                             |                                            |
| 43                                         | 07.01.2002                                 | Burkina Faso – Kameroen                    | 1 – 3                                      | Oefeninterland                             | Goal                                       |
| 44                                         | 11.01.2002                                 | Tunesië – Kameroen                         | 0 – 1                                      | Oefeninterland                             |                                            |
| 45                                         | 20.01.2002                                 | Kameroen – Congo-Kinshasa                  | 1 – 0                                      | Africa Cup                                 | Goal                                       |
| 46                                         | 25.01.2002                                 | Kameroen – Ivoorkust                       | 1 – 0                                      | Africa Cup                                 | Goal                                       |
| 47                                         | 29.01.2002                                 | Kameroen – Togo                            | 3 – 0                                      | Africa Cup                                 |                                            |
| 48                                         | 04.02.2002                                 | Kameroen – Egypte                          | 1 – 0                                      | Africa Cup                                 | Goal                                       |
| 49                                         | 26.05.2002                                 | Engeland – Kameroen                        | 2 – 2                                      | Oefeninterland                             |                                            |
| 50                                         | 01.06.2002                                 | Ierland – Kameroen                         | 1 – 1                                      | WK-eindronde                               | Goal                                       |
| 51                                         | 06.06.2002                                 | Kameroen – Saoedi-Arabië                   | 1 – 0                                      | WK-eindronde                               |                                            |
| 52                                         | 11.06.2002                                 | Kameroen – Duitsland                       | 0 – 2                                      | WK-eindronde                               |                                            |
| 53                                         | 19.11.2003                                 | Japan – Kameroen                           | 0 – 0                                      | Kirin Cup                                  |                                            |
| 54                                         | 25.01.2004                                 | Algerije – Kameroen                        | 1 – 1                                      | Africa Cup                                 | Goal                                       |
| 55                                         | 29.01.2004                                 | Kameroen – Zimbabwe                        | 5 – 3                                      | Africa Cup                                 | Goal · Goal · Goal                         |
| 56                                         | 03.02.2004                                 | Kameroen – Egypte                          | 0 – 0                                      | Africa Cup                                 |                                            |
| 57                                         | 08.02.2004                                 | Kameroen – Nigeria                         | 1 – 2                                      | Africa Cup                                 |                                            |

## Clubstatistieken
| seizoen    | club                | land               | competitie           | wed. | goals |
| ---------- | ------------------- | ------------------ | -------------------- | ---- | ----- |
| 1990/91    | Paris Saint-Germain | Vlag van Frankrijk | Ligue 1              | 0    | 0     |
| 1991/92    | Paris Saint-Germain | Vlag van Frankrijk | Ligue 1              | 0    | 0     |
| 1992/93    | LB Châteauroux      | Vlag van Frankrijk | Championnat National | 19   | 5     |
| 1993/94    | LB Châteauroux      | Vlag van Frankrijk | Championnat National | 29   | 17    |
| 1994/95    | Paris Saint-Germain | Vlag van Frankrijk | Ligue 1              | 8    | 1     |
| 1995/96    | FC Metz             | Vlag van Frankrijk | Ligue 1              | 17   | 4     |
| 1996/97    | Gamba Osaka         | Vlag van Japan     | J-League             | 28   | 25    |
| 1997/98    | Gamba Osaka         | Vlag van Japan     | J-League             | 6    | 4     |
| 1998/99    | Cagliari Calcio     | Vlag van Italië    | Serie A              | 13   | 7     |
| 1998/00    | Cagliari Calcio]    | Vlag van Italië    | Serie A              | 27   | 8     |
| 2000/01    | AC Parma            | Vlag van Italië    | Serie A              | 20   | 5     |
| 2001/02    | AC Parma            | Vlag van Italië    | Serie A              | 4    | 0     |
| 2001/02    | Sunderland AFC      | Vlag van Engeland  | Premier League       | 9    | 1     |
| 2002/03    | Al-Ittihad Tripoli  | Vlag van Libië     | Premier League       | ??   | ??    |
| 2003       | Tokyo Verdy 1969    | Vlag van Japan     | J-League             | 23   | 13    |
| 2004       | Tokyo Verdy 1969    | Vlag van Japan     | J-League             | 12   | 4     |
| 2004       | Vissel Kobe         | Vlag van Japan     | J-League             | 6    | 1     |
| 2005       | Vissel Kobe         | Vlag van Japan     | J-League             | 4    | 0     |
| Bijgewerkt | 25-01-2006          |                    |                      |      |       |

| Logo van de Olympische Spelen | Goud | Zilver | Brons | Logo van de Olympische Spelen |
|                               | 1    | 0      | 0     |                               |

- Système universitaire de documentation: 224075993
- Virtual International Authority File: 607152080580607230000